# Psycho Sun
Gli Psycho Sun sono un gruppo musicale indie-garage punk di Marina di Frigole nel Salento, attivo dal 1994 e composto da Tobia Lamare (pseudonimo di Stefano Todisco), Cesare Liaci, Antonino De Blasi e Osvaldo Piliego.

## Storia del gruppo
I primi due demo, Extra Sugar Coffee (1995) e Sugar Candy (1996), sono un misto di punk, noise e pop, i dischi vengono recensiti da alcune specializzate (Rockstar, Il Mucchio Selvaggio , Musica!) e il loro brano Mary has left my hand è parte della programmazione di Rai Stereo Notte per l'estate del 1996.
Pubblicano l'album d'esordio Ever Ready nel 1997 per la Magenta Records, piccola etichetta pugliese; il disco ottiene buone recensioni dalla critica di settore ed il gruppo viene chiamato come gruppo supporto a concerti di Afterhours e Uzeda. L'anno seguente pubblicano un mini-CD dal titolo omonimo dove i testi sono in italiano.
Nel 2001 il gruppo viene notato da una casa discografica inglese, la Nophaseintime, con la quale il gruppo pubblica un brano in una compilation, e distribuisce solo per l'Inghilterra il nuovo EP Super Vixen per l'etichetta Coolclub. In questo periodo hanno l'occasione di effettuare un tour inglese con, fra l'altro, il concerto al Metro Club di Londra. Il brano Super Vixen viene edito su una compilation dell'etichetta italiana (AUA Records) Snaps. Il loro suono si sposta verso sonorità sempre più punk rock con elementi pop.
Nel 2003 partecipano al Tora! Tora!, il principale festival itinerante italiano di musica indipendente, organizzato dalla Mescal Records.
Nel 2005 pubblicano l'album Silly Things per la Urtovox , nel disco si sente la loro passione per i Television in About Your Man, per il suono garage-punk e per l'indie-rock statunitense dei Replacements.
Nel 2005 partecipano al cortometraggio "Fumo" del regista e attore Ippolito Chiarello curandone la colonna sonora e partecipando come attori. Tra il 2004 e 2055 escono due videoclip: "The King" di Gianni De Blasi e prodotto dalla fotografa Alice Pedroletti e "About Your Man" estratto dal cortometraggio "Fumo".
Nel 2006 la band suona molto in giro per l'Italia. Nel 2008 registra un nuovo album mai pubblicato ufficialmente. Durante quell'anno avviene anche l'ultimo tour che li vede esibirsi per qualche data in Spagna.
La band viene inserita nel documentario "Polvere e Corrente" di Andrea Mazzotta sulla scena musicale pugliese degli anni '80 e '90. Si riuniscono per un paio di live in occasione della presentazione del documentario nel 2017 e nel 2018.

## Formazione
- Tobia Lamare - voce, chitarra elettrica
- Cesare Cicci Liaci - chitarra elettrica
- Antonino De Blasi - basso
- Osvaldino Piliego - batteria

## Discografia

### Album
- 1996 - Ever Ready (Magenta Records)
- 2005 - Silly Things (CD, Urtovox/Audioglobe)

### Singoli/EP
- 1995 - Extra Sugar Coffee (demo autoprodotto)
- 1995 - Sugar Candy (demo autoprodotto)
- 2000 - Psycho sun (EP, Coolclub)
- 2002 - Supervixen (EP, Coolclub)

## Compilation
- 2001 - Nophaseintime (Nophaseintime)
- 2003 - Snaps con il brano Super Vixen (Aua Records)
- 2004 - SUM Suoni Universitari in Movimento con il brano What's going on (compilation artisti vari)[8]
- 2005 - Song For Another Place con il brano Silly Things (compilation artisti vari, Urtovox & Awful-bliss)[9]
- 2006 - A.A.V.V. RockSound - Angel and Airwaves (compliation allegato alla rivista con il brano A New Toy)